# Klosterbergestraße 28

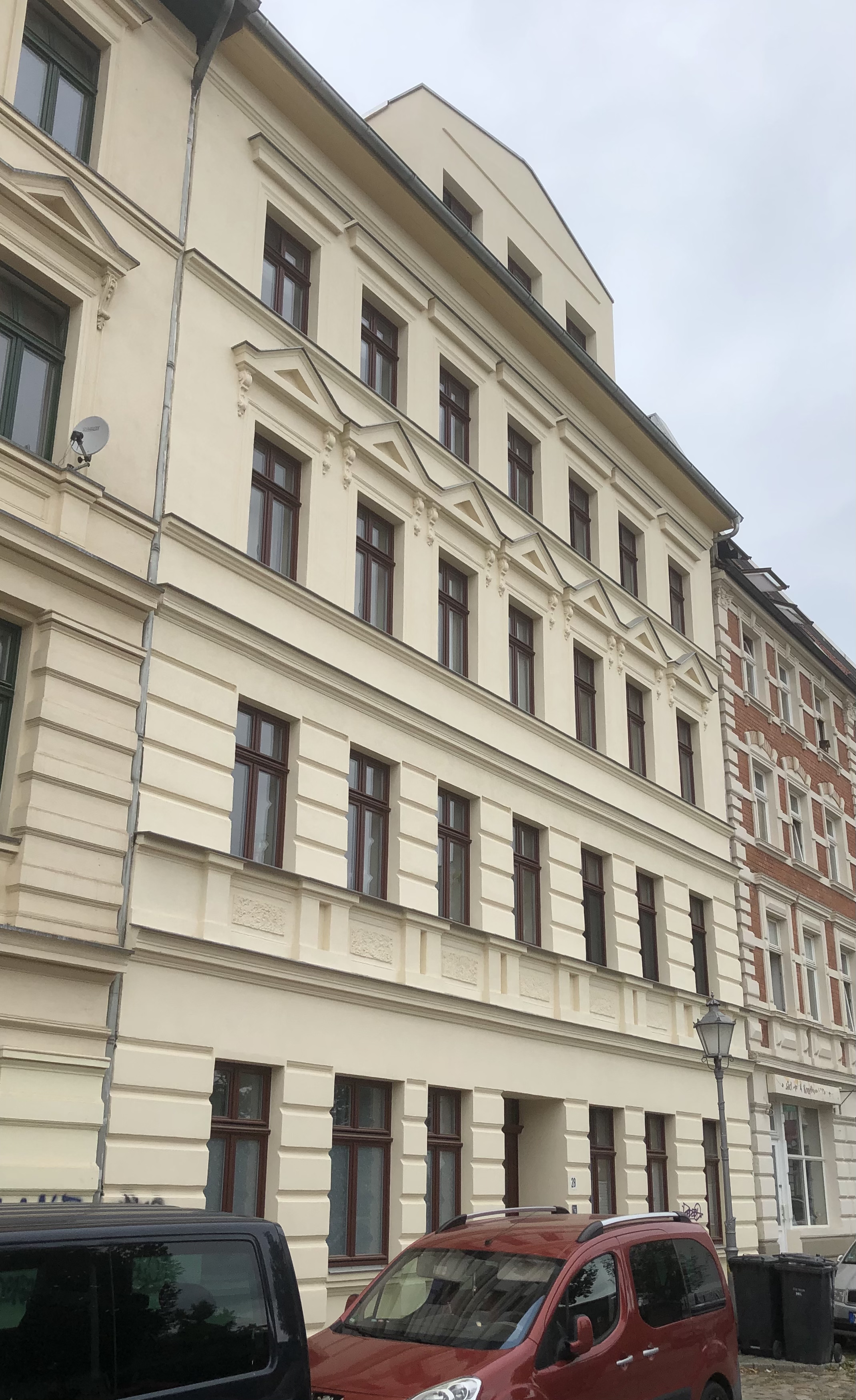
Klosterbergestraße 28 im Jahr 2021

Das Haus Klosterbergestraße 28 ist ein denkmalgeschütztes Wohnhaus in Magdeburg in Sachsen-Anhalt.

## Lage
Es steht auf der Westseite der Klosterbergestraße im Magdeburger Stadtteil Buckau. Nördlich grenzt das gleichfalls denkmalgeschützte Haus Klosterbergestraße 26 an. Zugleich gehört das Gebäude dem Denkmalbereich Klosterbergestraße an.

## Architektur und Geschichte
Der viergeschossige verputzte Bau wurde im Jahr 1887 für den Bauherren Albert Bercht durch den Zimmermeister August Wischeropp errichtet. Die siebenachsige Fassade ist im Stil der Neorenaissance gestaltet. Am Erd- und im ersten Obergeschoss ist die Fassade mit Bandrustika versehen. Oberhalb der Fensteröffnungen des zweiten Obergeschosses befinden sich auf kleinen Konsolen ruhende Dreiecksgiebel als Fensterverdachungen. Mittig auf dem Gebäude befindet sich ein dreiachsig ausgebildeter Dacherker. 
Zeitgleich mit dem Vorderhaus entstanden auch ein Seiten- und ein Hinterhaus.
Im örtlichen Denkmalverzeichnis ist das Wohnhaus unter der Erfassungsnummer 094 17846 als Baudenkmal verzeichnet.
Das Haus gilt als Teil des gründerzeitlichen Straßenzugs als prägend für das Straßenbild.